# Nam June Paik. La lluna és la TV més antiga
Nam June Paik. La lluna és la TV més antiga (títol original en anglès, Nam June Paik: Moon Is the Oldest TV) és un documental del 2023 dirigit per Amanda Kim sobre el videoartista Nam June Paik. S'ha subtitulat al català pel Dart Festival.
La pel·lícula retrata la vida de l'artista des de la seva privilegiada infància a la Corea ocupada pel Japó fins a la seva mort el 2006.
La pel·lícula utilitza material d'arxiu, entrevistes amb altres artistes que el coneixien i cartes escrites a amics personals com John Cage, narrades per l'actor nominat a l'Oscar Steven Yeun.
Es va estrenar al Festival de Cinema de Sundance del 2023 abans de ser adquirida per PBS Films i Greenwich Entertainment com un episodi d'American Masters.